# NGC 7496A
NGC 7496A је спирална галаксија у сазвежђу Ждрал која се налази на NGC листи објеката дубоког неба.
Деклинација објекта је - 43° 46' 43" а ректасцензија 23h 12m 23,4s. Привидна величина (магнитуда) објекта NGC 7496 износи 14,0 а фотографска магнитуда 14,6. NGC 7496A је још познат и под ознакама ESO 291-7, AM 2309-440, KDWG 274, PGC 70687.